# China UnionPay
China UnionPay (kinesiska: 中国银联; pinyin: Zhōngguó Yínlián), även känt som UnionPay (kinesiska: 银联; pinyin: Yínlián) och förkortningen CUP, är den enda kinesiska bankkortsorganisationen i Kina. Det är en organisation, bildad 2002, för Kinas bankkortsindustri, och som opererar med stöd av Kinas centralbank. Det är också det enda interbanknätverket i Kina som länkar samman alla bankomater i fastlands-Kina liksom även många bankomater i Hongkong och Macau.  

## Historik
China UnionPay grundades den 26 mars 2002 i Shanghai efter ett godkännande av Dai Xianglong, guvernör vid Kinas centralbank. Första medlemmar i organisationen blev Kinas industri och handelsbank, Kinas jordbruksbank, Bank of China samt China Construction Bank.

## Medlemmar
- Agricultural Bank of China
- Bank of China
- Bank of Communications
- Bank of Ningbo
- Bank of Shanghai
- Beijing Commercial Bank
- China Construction Bank
- China Everbright Bank
- China CITIC Bank
- China Merchants Bank
- China Minsheng Banking Corporation
- Guangdong Development Bank
- Huaxia Bank
- Industrial Bank
- Industrial and Commercial Bank of China (ICBC)
- Postal Savings Bank of China
- Shanghai Pudong Development Bank
- Shenzhen Development Bank
- Shenzhen Ping An Bank
- Taizhou City Commercial Bank